# Траталиас
Траталѝас (на италиански и на сардински: Tratalias) е село и община в Южна Италия, провинция Южна Сардиния, автономен регион и остров Сардиния. Разположено е на 17 m надморска височина. Населението на общината е 1102 души (към 2010 г.).